# Rennrodel-Weltmeisterschaften 2027
Die 54. Rennrodel-Weltmeisterschaften sollen im Januar oder Februar 2027 auf dem Olympia-Eiskanal im österreichischen Innsbruck-Igls ausgetragen werden.
Die von der Fédération Internationale de Luge ausgetragenen interkontinentalen Titelkämpfe sollen nach 1977, 1987, 1997, 2007 und 2017 zum sechsten Mal auf der Olympia-Bahn von 1964 stattfinden. Es sind Wettbewerbe in den Einsitzern für Männer und Frauen, dem Doppelsitzer für Männer und Frauen, der Disziplin der Teamstaffel sowie im Mixed-Wettbewerb der Einsitzer und Doppelsitzer vorgesehen. Abgesehen von der Teamstaffel und den Mixed-Wettbewerben sollen für die Rennen jeweils zwei Entscheidungsläufe ausgetragen werden.

## Vergabe
Um die Ausrichtung der interkontinentalen Titelkämpfe hatte sich neben Innsbruck-Igls auch Lake Placid mit der Olympia-Bobbahn Mount Van Hoevenberg beworben. Die Bahn in den Vereinigten Staaten, auf der schon die Weltmeisterschaften 1983 und 2009 stattgefunden hatten und auch die Bob- und Skeleton-Weltmeisterschaften 2025 ausgetragen werden sollen, kandidierte bereits für die Weltmeisterschaften 2025, hatte damals jedoch gemeinsam mit Sigulda vor dem Wahlgang zugunsten von Whistler zurückgezogen.
Auf dem 71. FIL-Kongress im Juni 2023 in Bukarest setzte sich Innsbruck-Igls mit 21:12 Stimmen durch, womit der seit 1977 andauernde 10-Jahres-Rhythmus der Durchführung der Weltmeisterschaften am Fuße des Patscherkofels bestehen blieb.

## Titelverteidiger
Bei den vorangegangenen Weltmeisterschaften 2025 im Whistler Sliding Centre siegten Julia Taubitz im Frauen-Einsitzer, Max Langenhan im Männer-Einsitzer, Selina Egle und Lara Kipp im Frauen-Doppelsitzer sowie Hannes Orlamünder und Paul Gubitz im Männer-Doppelsitzer.
- Julia Taubitz
- Max Langenhan
- Selina Egle und Lara Kipp
- Hannes Orlamünder und Paul Gubitz

Im erstmalig ausgetragenen Mixed-Wettbewerb siegten Julia Taubitz und Max Langenhan im Einsitzer sowie Thomas Steu und Wolfgang Kindl zusammen mit Selina Egle und Lara Kipp im Doppelsitzer.

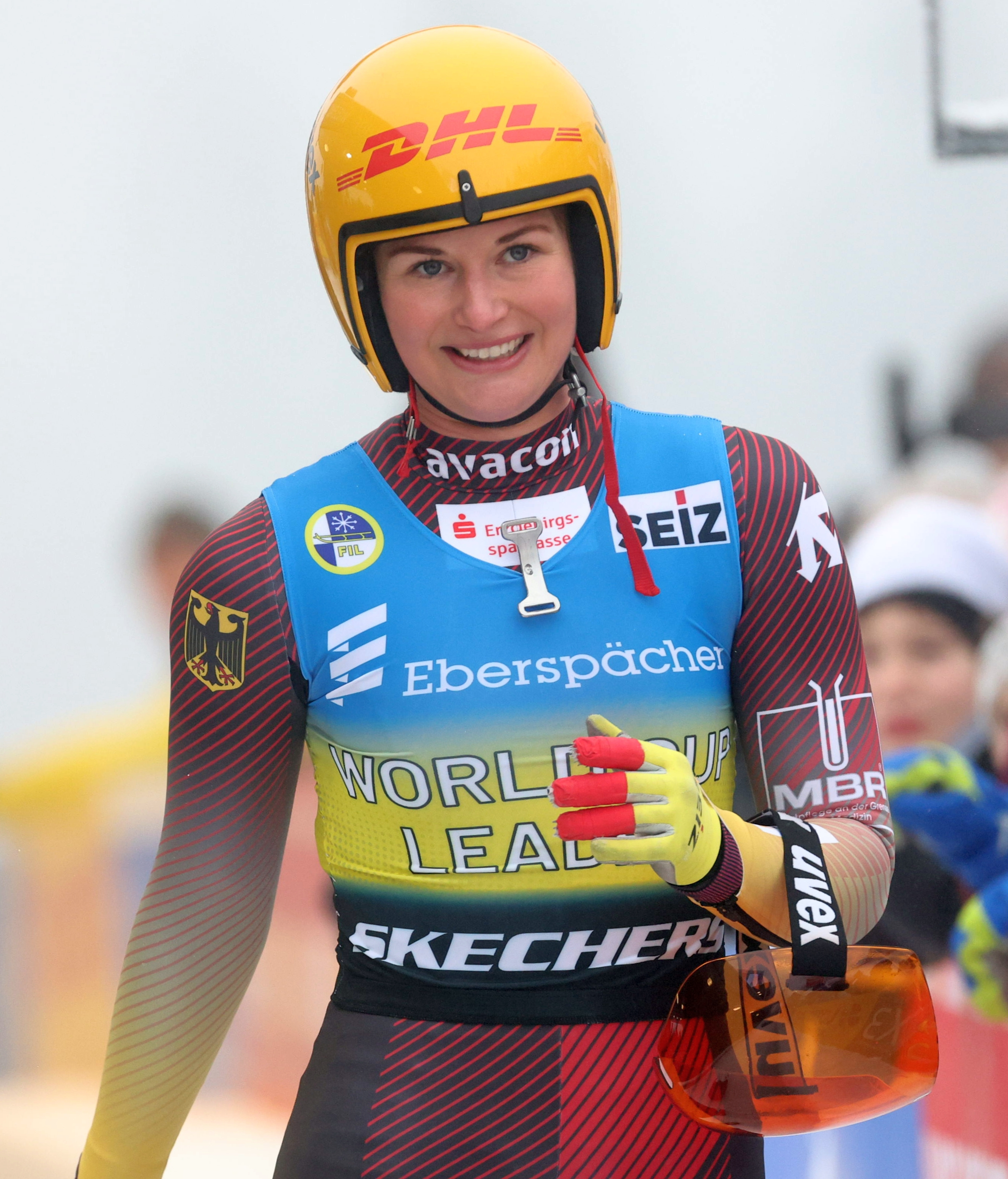
Julia Taubitz
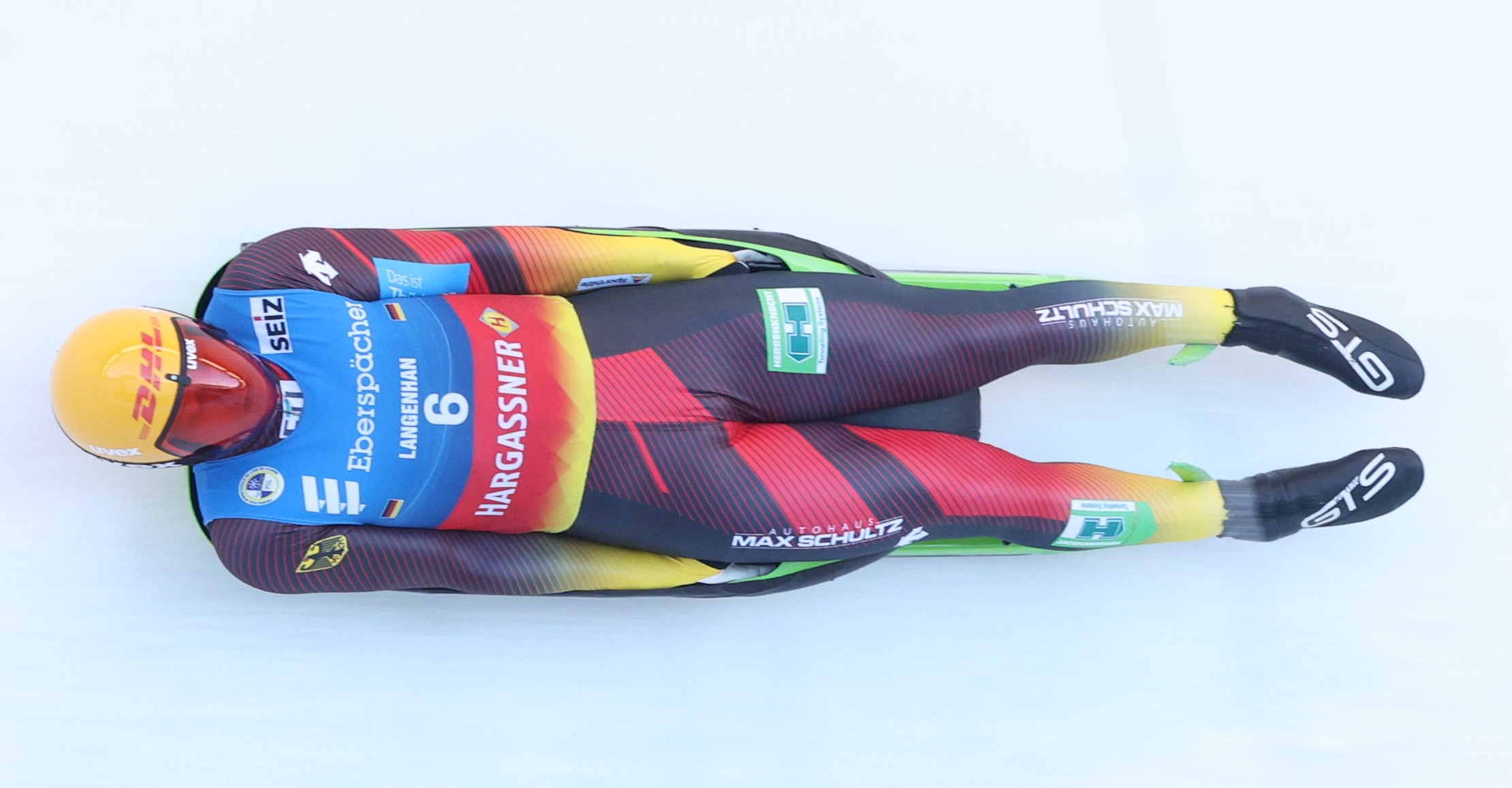
Max Langenhan
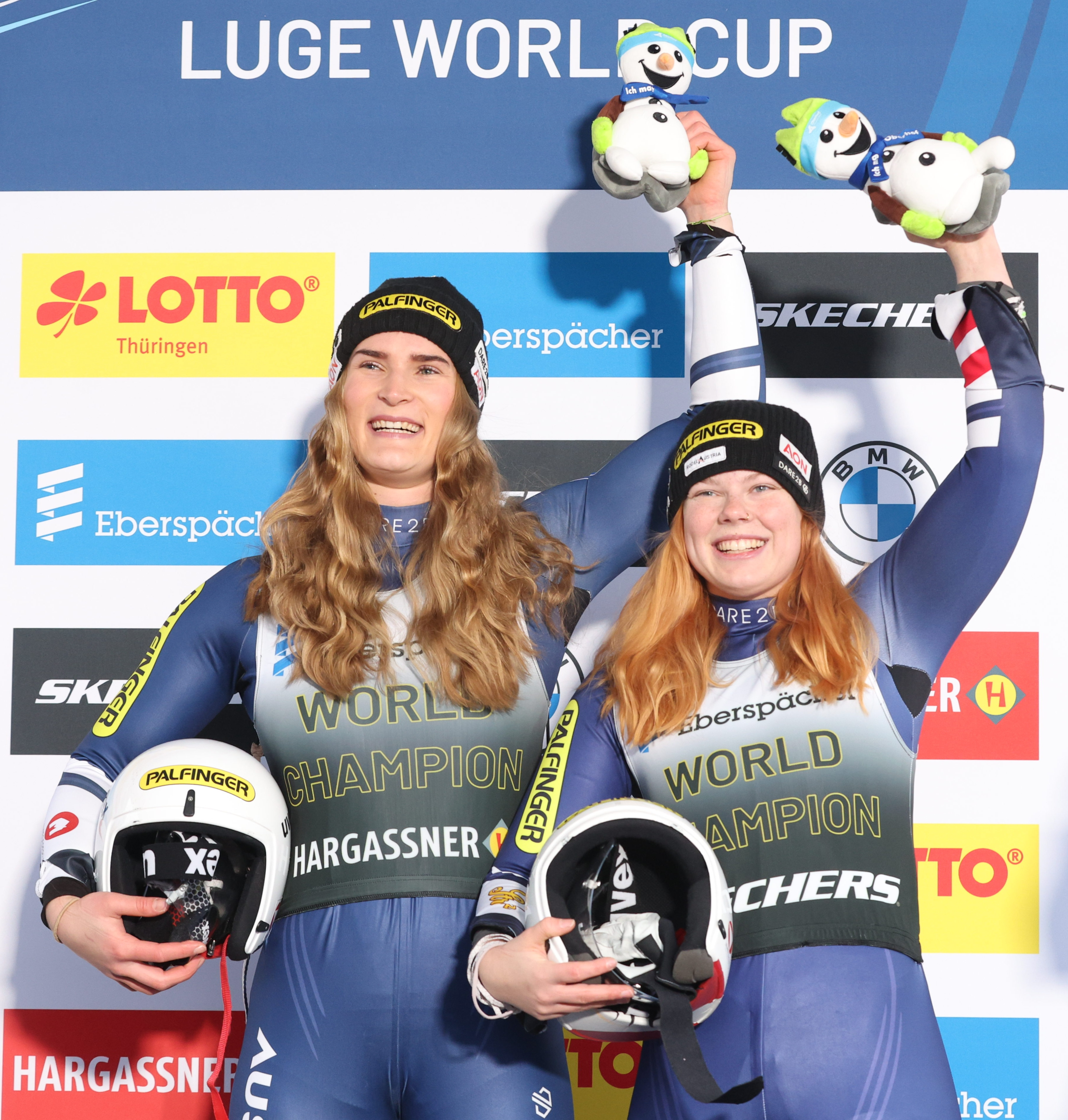
Selina Egle und Lara Kipp
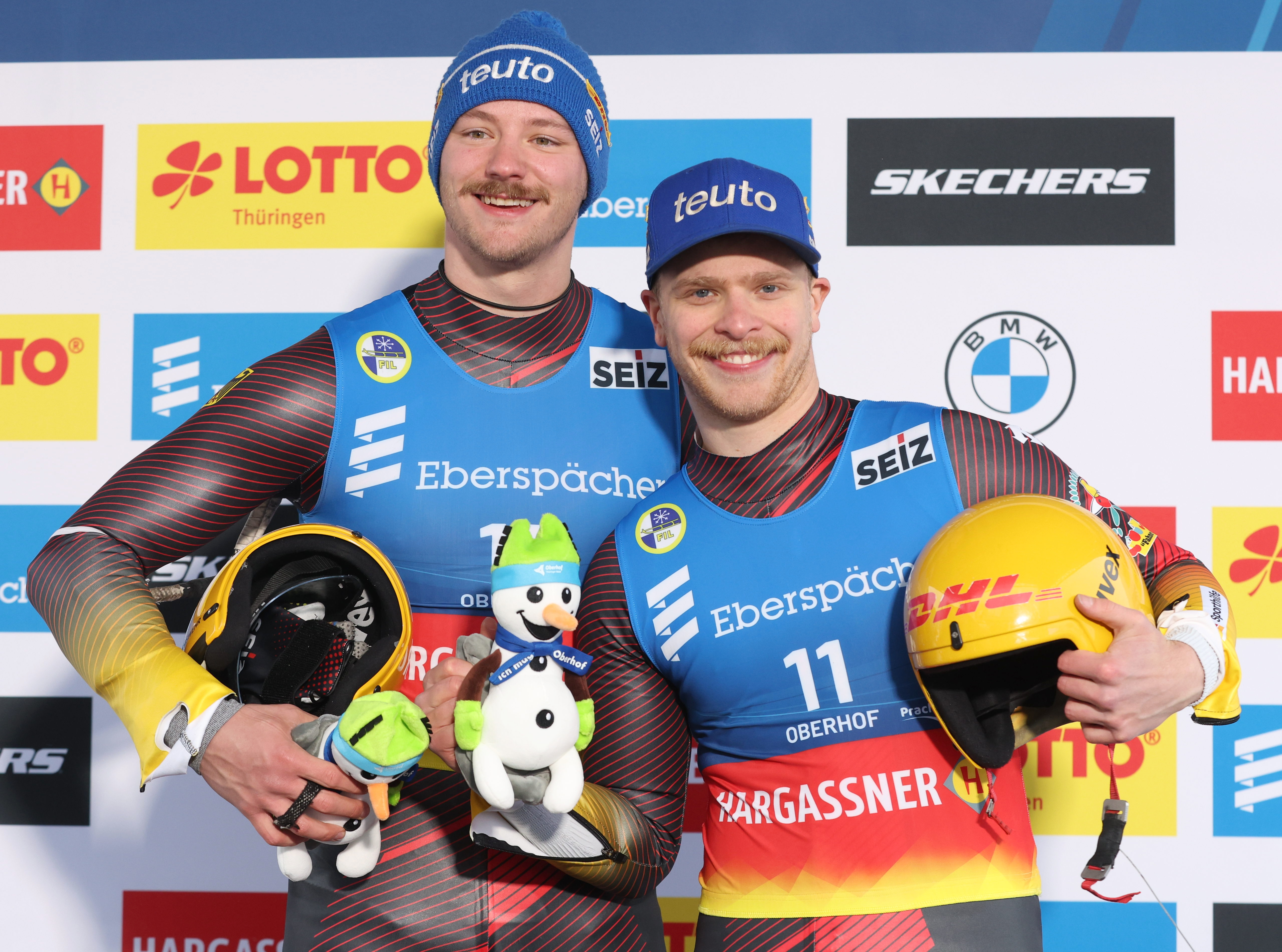
Thomas Steu und Wolfgang Kindl

Im Teamstaffelwettbewerb siegte Deutschland in der Besetzung Julia Taubitz, Hannes Orlamünder / Paul Gubitz, Max Langenhan sowie Jessica Degenhardt / Cheyenne Rosenthal.

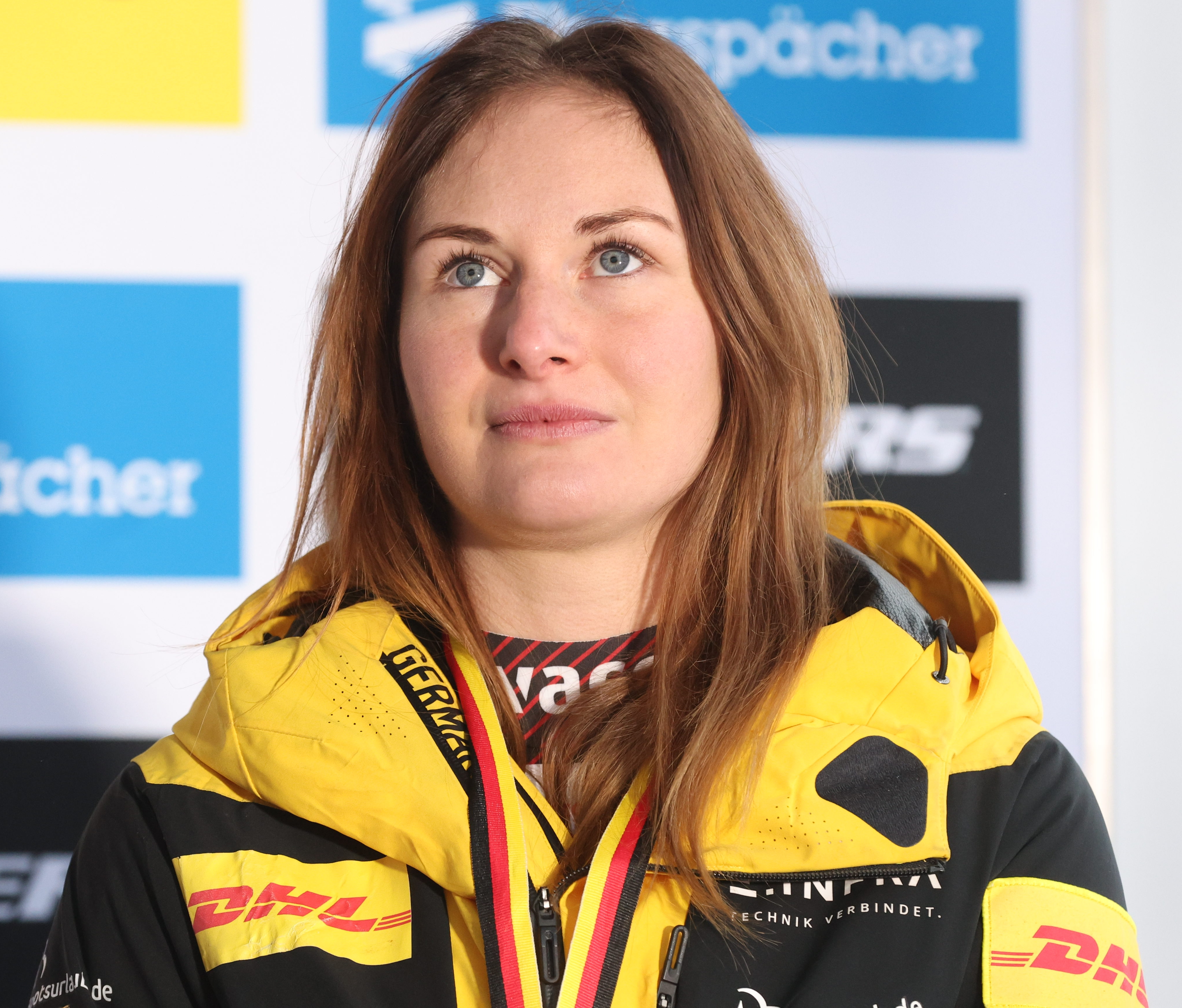
Julia Taubitz
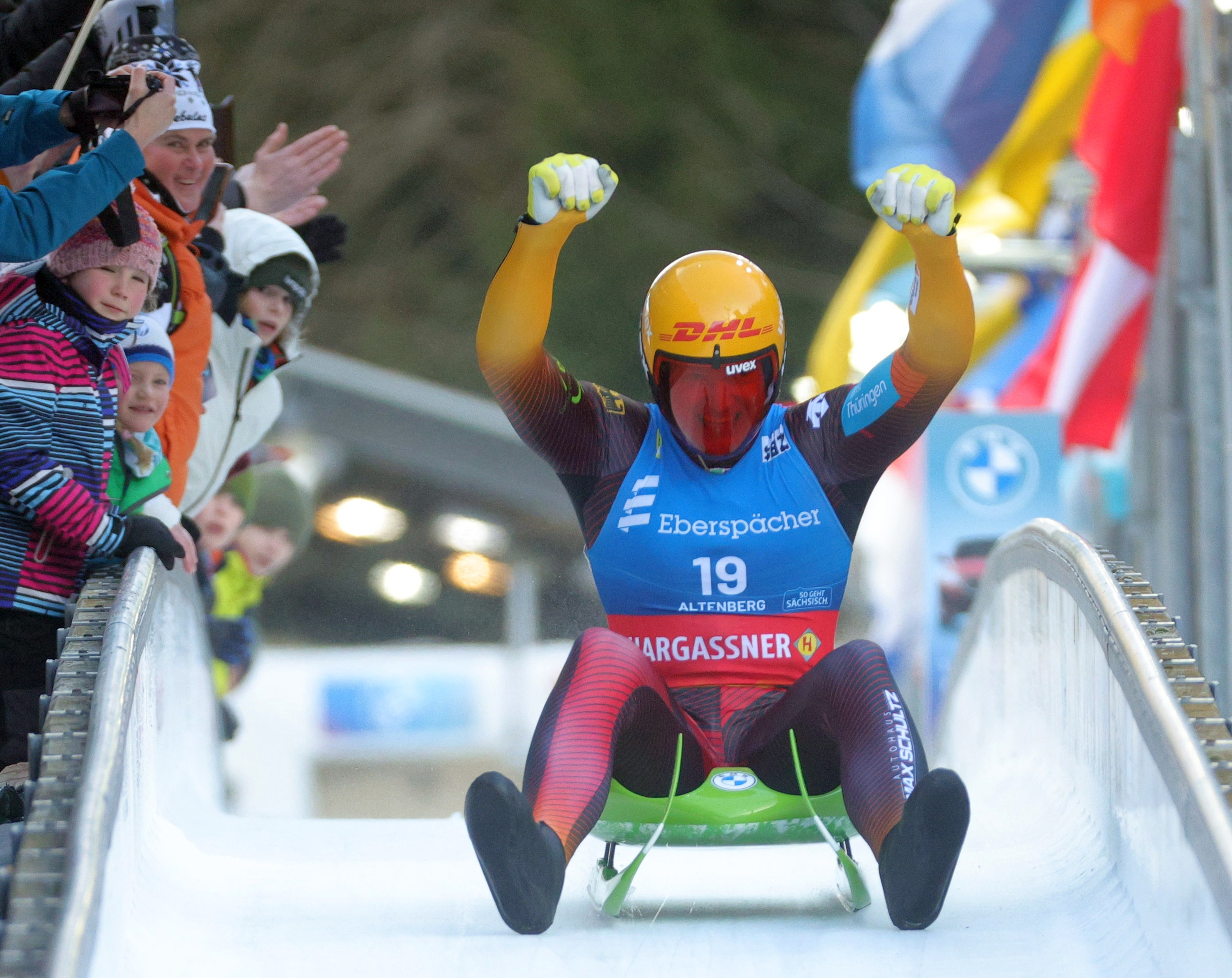
Teamstaffelbesetzung ohne Max Langenhan, mit Felix Loch (links)
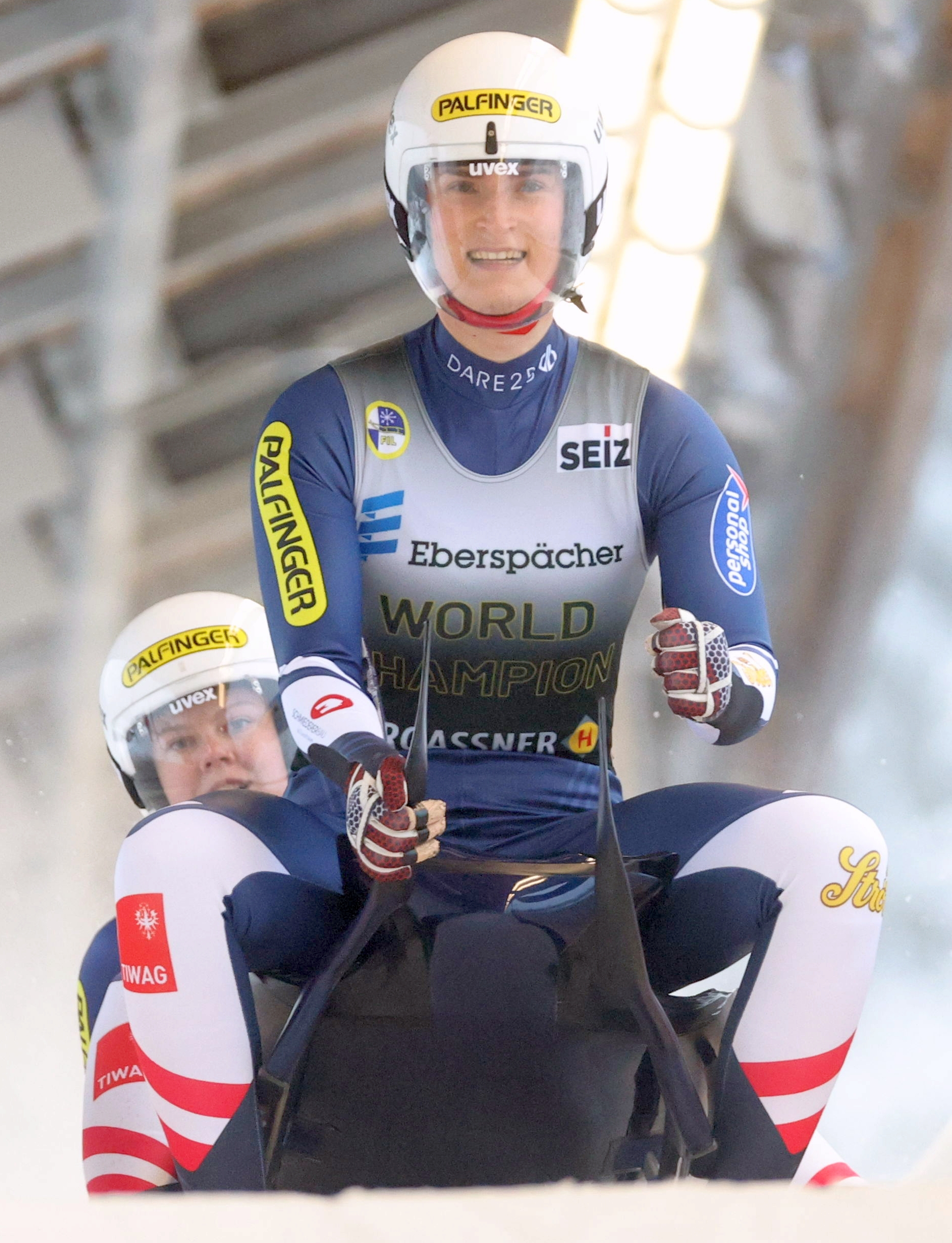
Selina Egle und Lara Kipp
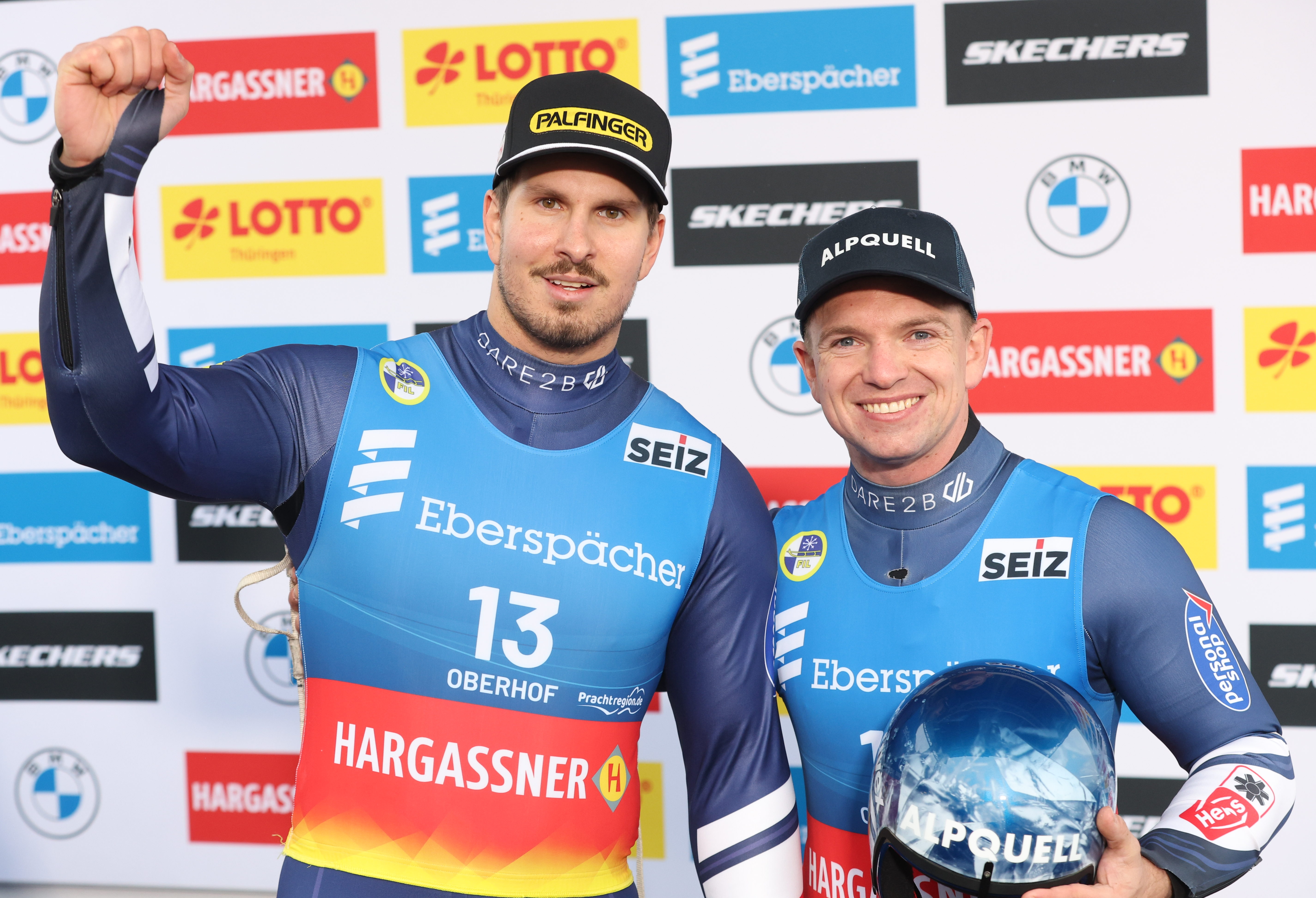
Thomas Steu und Wolfgang Kindl

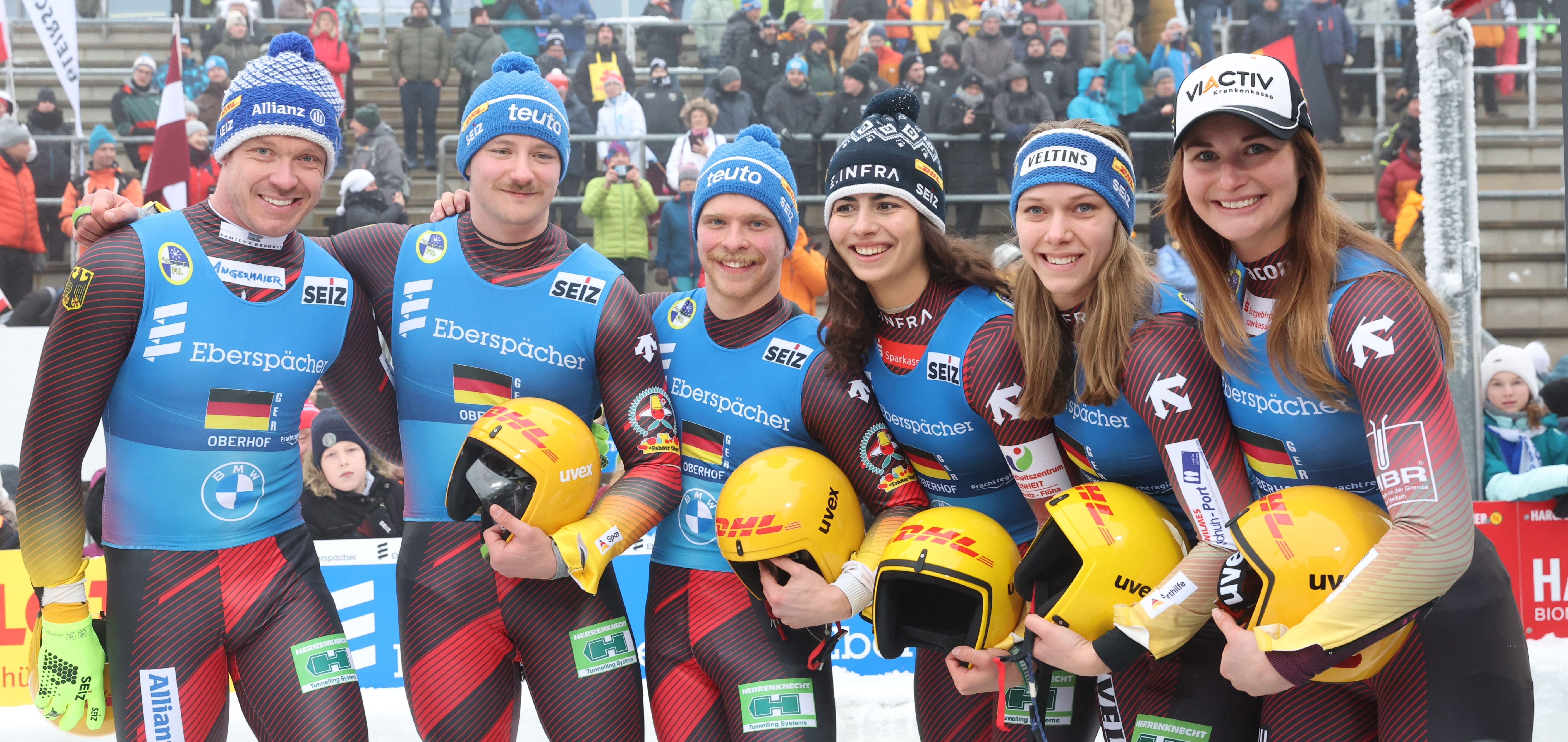
Teamstaffelbesetzung ohne Max Langenhan, mit Felix Loch (links)
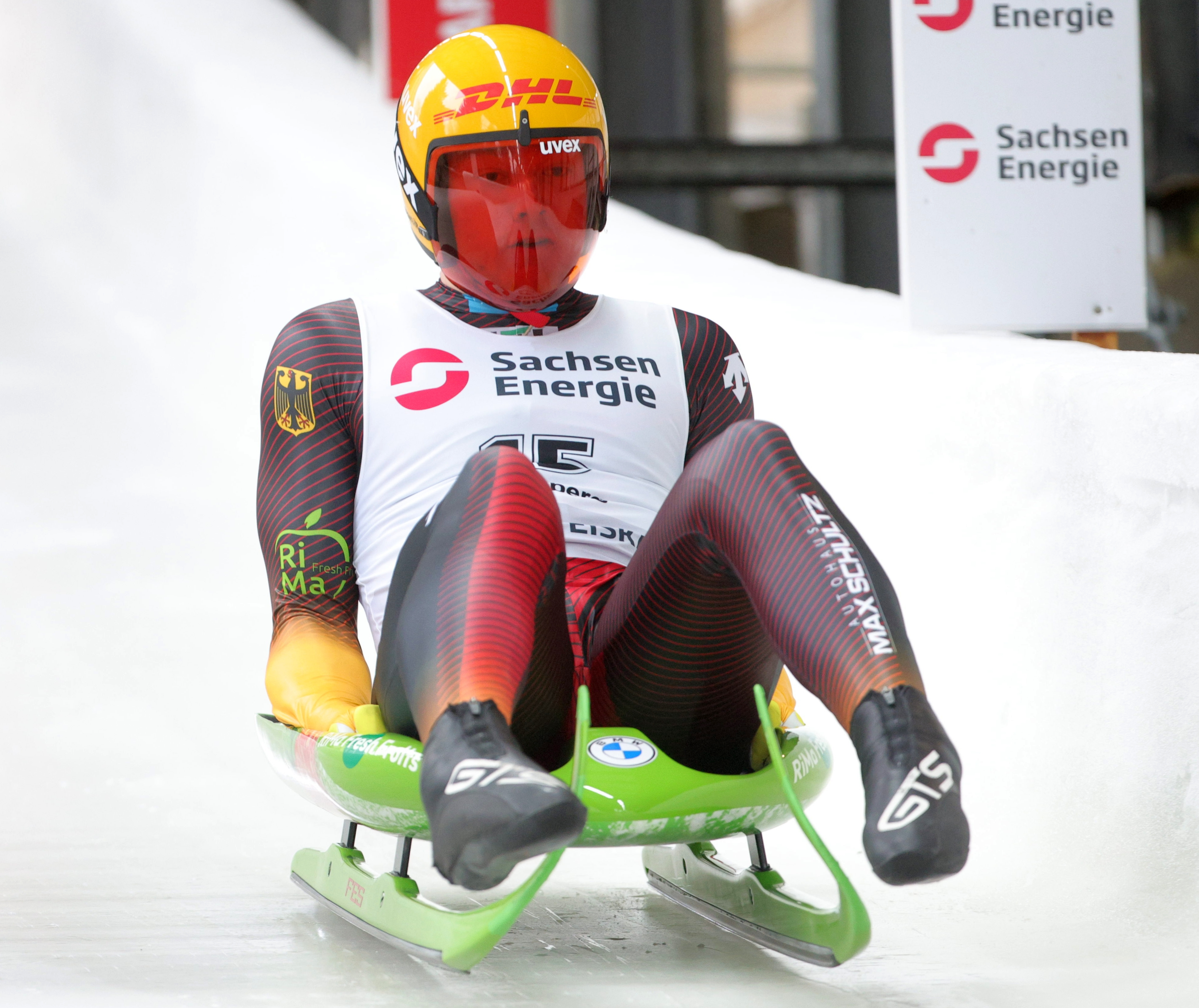
Max Langenhan